# Liste des conseillers généraux des Hauts-de-Seine (2004-2008)
Pour un article plus général, voir Conseil général des Hauts-de-Seine.
Les conseillers généraux des Hauts-de-Seine sont au nombre de 45.  
Groupes politiques au Conseil général :
- Groupe UMP, Nouveau Centre et apparentés, président du groupe : Jean-Jacques Guillet
  - 24 élus UMP
  - 5 élus Nouveau Centre
  - un élu sans étiquette, ex-UDF

- Groupe Communiste, présidente du groupe : Catherine Margaté
  - 8 élus PCF

- Groupe PS et apparentés, présidente du groupe : Michèle Canet
  - 6 élus PS
  - 1 élu Vert

## Liste
| Code cantonal | Canton                                    | Population (1999) | Mandat    | Conseiller général           | Groupe         |
| ------------- | ----------------------------------------- | ----------------- | --------- | ---------------------------- | -------------- |
| 9201          | canton d'Antony                           | 43 219            | 2001-2008 | Jean-Paul Dova               | UMP            |
| 9202          | canton d'Asnières-sur-Seine-Nord          | 43 453            | 2004-2011 | Patricia Chavinier           | UMP            |
| 9203          | canton d'Asnières-sur-Seine-Sud           | 32 384            | 2001-2008 | Cyrille Dechenoix            | UMP            |
| 9204          | canton de Bagneux                         | 37 252            | 2001-2008 | Christian Fischer            | PCF            |
| 9205          | canton de Bois-Colombes                   | 23 885            | 2001-2008 | Yves Révillon                | UMP            |
| 9206          | canton de Boulogne-Billancourt-Nord-Est   | 26 824            | 2001-2008 | Pierre-Christophe Baguet     | Nouveau Centre |
| 9207          | canton de Boulogne-Billancourt-Nord-Ouest | 35 520            | 2004-2011 | Thierry Solère               | UMP            |
| 9208          | canton de Boulogne-Billancourt-Sud        | 44 023            | 2001-2008 | Francis Choisel              | UMP            |
| 9209          | canton de Bourg-la-Reine                  | 34 887            | 2004-2011 | Patrick Devedjian, président | UMP            |
| 9241          | canton de Châtenay-Malabry                | 26 283            | 2004-2011 | Michèle Canet                | PS             |
| 9210          | canton de Châtillon                       | 28 622            | 2004-2011 | Martine Gouriet              | PS             |
| 9211          | canton de Chaville                        | 39 041            | 2004-2011 | Jean-Jacques Guillet         | UMP            |
| 9212          | canton de Clamart                         | 29 989            | 2001-2008 | Vincent Gazeilles            | Vert           |
| 9213          | canton de Clichy                          | 37 947            | 2001-2008 | Gilles Catoire               | PS             |
| 9242          | canton de Colombes-Nord-Est               | 24 425            | 2001-2008 | Michèle Fritsch              | PCF            |
| 9214          | canton de Colombes-Nord-Ouest             | 24 606            | 2004-2011 | Philippe Sarre               | PS             |
| 9215          | canton de Colombes-Sud                    | 27 726            | 2001-2008 | Nicole Goueta                | UMP            |
| 9216          | canton de Courbevoie-Nord                 | 28 351            | 2001-2008 | Lucien Maroteau              | UMP            |
| 9217          | canton de Courbevoie-Sud                  | 41 343            | 2004-2011 | Yolande Deshayes             | UMP            |
| 9243          | canton de Fontenay-aux-Roses              | 23 537            | 2001-2008 | Pascal Buchet                | PS             |
| 9218          | canton de Garches                         | 41 594            | 2001-2008 | Jacques Gautier              | UMP            |
| 9219          | canton de la Garenne-Colombes             | 24 067            | 2004-2011 | Philippe Juvin               | UMP            |
| 9220          | canton de Gennevilliers-Nord              | 21 853            | 2004-2011 | Jacques Bourgoin             | PCF            |
| 9244          | canton de Gennevilliers-Sud               | 20 660            | 2001-2008 | Patrice Leclerc              | PCF            |
| 9221          | canton d'Issy-les-Moulineaux-Est          | 25 399            | 2004-2011 | Paul Subrini                 | UMP            |
| 9222          | canton d'Issy-les-Moulineaux-Ouest        | 34 120            | 2001-2008 | Denis Larghero               | Nouveau Centre |
| 9223          | canton de Levallois-Perret-Nord           | 40 400            | 2004-2011 | Isabelle Balkany             | UMP            |
| 9224          | canton de Levallois-Perret-Sud            | 26 532            | 2001-2008 | Danièle Dussaussois          | UMP            |
| 9225          | canton de Malakoff                        | 29 402            | 2001-2008 | Catherine Margaté            | PCF            |
| 9226          | canton de Meudon                          | 36 791            | 2004-2011 | Hervé Marseille              | Nouveau Centre |
| 9227          | canton de Montrouge                       | 37 733            | 2004-2011 | Jean-Loup Metton             | Nouveau Centre |
| 9228          | canton de Nanterre-Nord                   | 33 173            | 2001-2008 | Michel Laubier               | PCF            |
| 9229          | canton de Nanterre-Sud-Est                | 22 350            | 2004-2011 | Nadine Garcia                | PCF            |
| 9245          | canton de Nanterre-Sud-Ouest              | 28 758            | 2004-2011 | Marie-Claude Garel           | PCF            |
| 9230          | canton de Neuilly-sur-Seine-Nord          | 32 604            | 2007-2011 | Marie-Cécile Ménard          | UMP            |
| 9231          | canton de Neuilly-sur-Seine-Sud           | 27 244            | 2001-2008 | Louis-Charles Bary           | UMP            |
| 9232          | canton du Plessis-Robinson                | 40 201            | 2005-2011 | Jacques Perrin               | UMP            |
| 9233          | canton de Puteaux                         | 40 780            | 2004-2011 | Charles Ceccaldi-Raynaud     | UMP            |
| 9234          | canton de Rueil-Malmaison                 | 49 911            | 2004-2011 | Jean-Claude Caron            | UMP            |
| 9235          | canton de Saint-Cloud                     | 28 157            | 2004-2011 | Odile Fourcade               | Nouveau Centre |
| 9236          | canton de Sceaux                          | 23 832            | 2004-2011 | Philippe Laurent             | Sans étiquette |
| 9237          | canton de Sèvres                          | 22 534            | 2006-2008 | François Kosciusko-Morizet   | UMP            |
| 9238          | canton de Suresnes                        | 39 706            | 2001-2008 | Christian Dupuy              | UMP            |
| 9239          | canton de Vanves                          | 25 414            | 2004-2011 | Guy Janvier                  | PS             |
| 9240          | canton de Villeneuve-la-Garenne           | 22 349            | 2001-2008 | Alain-Bernard Boulanger      | UMP            |

NB : fait exceptionnel en France, le département des Hauts-de-Seine compte plus de cantons (45) que de communes (36).